# 马尔代夫国旗
馬爾地夫國旗啟用於1965年7月25日。是一面綠地旗幟 （代表島嶼上的棕櫚樹），外圍紅框 （象徵過去、現在與將來為國不惜犧牲的英雄）。中為一白新月，開口向右，象徵伊斯蘭信仰。

## 歷代國旗

1796—1903
1796—1903
1903—1926
1926— 1953
1953—1954
1954— 1965
1954 — 1965
馬爾代夫總統旗  1965-1968
馬爾代夫總理旗
蘇瓦代夫共和國 1959–1963